# Penfield (Illinois)
Pour les articles homonymes, voir Penfield.
Penfield est une census-designated place (cdp) du comté de Champaign dans l'Illinois, aux États-Unis,. 
Elle est située dans le township de Compromise, entre Gifford, à l'ouest, et Armstrong (en), à l'est. Lors du recensement de 2010, la cdp comptait une population de 193 habitants.

## Culture locale et patrimoine

### Lieux et monuments
- Église Saint-Laurent datant de 1905-1906.

## Source de la traduction
- (en) Cet article est partiellement ou en totalité issu de l’article de Wikipédia en anglais intitulé « Penfield, Illinois » (voir la liste des auteurs).